# Hiddenit

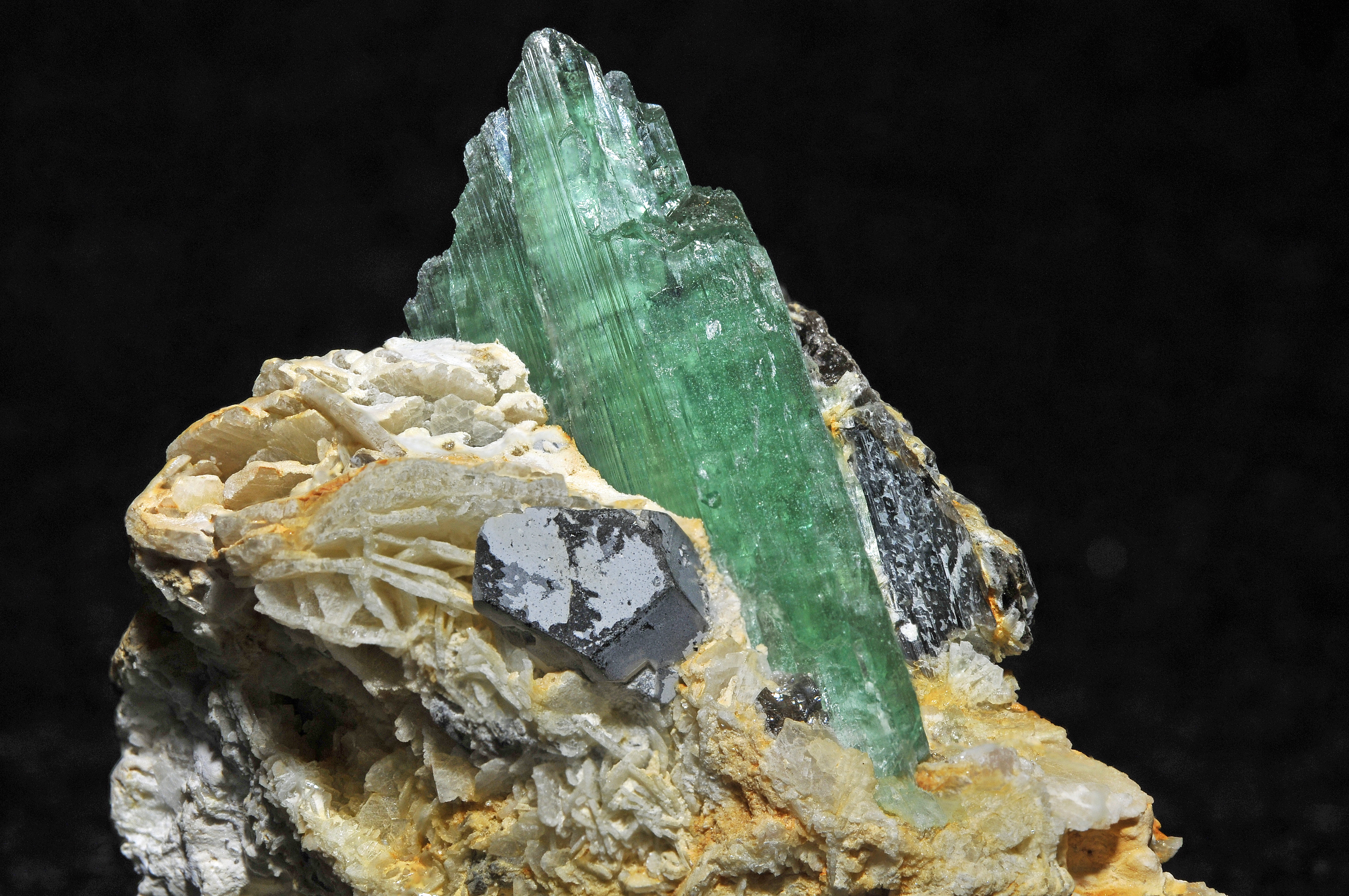
Grüner Hiddenit aus der Paprok Mine, Kamdesh, Provinz Nuristan, Afghanistan

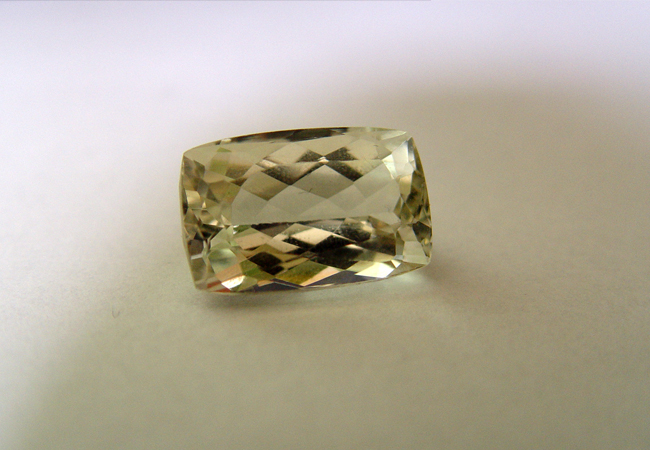
Gelblichgrüner Hiddenit, 25.6ct, Afghanistan

Hiddenit ist eine durch Chrom-Beimengungen grün bis gelblichgrün gefärbte Varietät des Minerals Spodumen. Weitere Varietäten sind der Kunzit und der hellgelbe Triphan.
Der Hiddenit verdankt seinen Namen dem amerikanischen Entdecker William Earl Hidden (1853–1918), der den Edelstein 1879 im Alexander County im US-Bundesstaat North Carolina fand.
Hiddenit findet ausschließlich Verwendung als Schmuckstein. Ebenso wie Kunzit wird er überwiegend mit Treppenschliff, seltener mit Brillantschliff versehen. Dabei ist auf die Ausrichtung der Kristallachsen zu achten, da Spodumene stark pleochroitisch sind, das heißt, die Farben wechseln in den verschiedenen Richtungen des kristallinen Gefüges zwischen bläulichgrün, smaragdgrün und gelbgrün. Damit der Stein nach dem Schliff kräftige Farben zeigt, wird daher die Facettentafel üblicherweise senkrecht zur Hauptachse ausgerichtet.